# Дорсетский полк
Дорсетский полк (англ. Dorset Regiment), до 1951 года Дорсетширский полк (англ. Dorsetshire Regiment) — полк линейной пехоты Британской армии, существовавший в 1881—1958 годах и пополнявшийся за счёт добровольцев из графства Дорсет. Участвовал во второй англо-бурской войне и обеих мировых войнах. В 1958 году объединён с Девонширским полком в Девонширский и Дорсетский полк, который в 2007 году, в свою очередь, объединился в Стрелковый полк (основой послужили, помимо этого полка, Королевский Глостерширский, Беркширский и Уилтширский полк, полк лёгкой пехоты и полк Королевских зелёных курток). Полковой праздник — 23 июня, годовщина битвы при Плесси.

## История
Предшественниками Дорсетского полка можно считать многочисленные добровольческие стрелковые части, однако чаще всего предшественником называют 1-й административный батальон Дорсетширских добровольческих стрелков из города Дорчестер. Всего в графстве Дорсет насчитывалось 12 добровольческих стрелковых корпусов из соответствующих 12 городов: Бридпорт, Уорем, Дорчестер, Пул, Уэймут, Уимборн, Шерборн, Бландфорд, Шафтсбери, Стёрминстер, Гиллингем и Столбридж. В 1880 году началось образование полка, который изначально был известен как 1-й Дорсетширский добровольческий отряд, а позже этот отряд стал одним из батальонов в полку. Считается, что у Дорсетского полка была своя масонская ложа.

### Образование и начало службы
Дорсетширский полк был образован в составе регулярных войск в 1881 году в рамках реформ Чайлдерса путём объединения 39-го Дорсетширского и 54-го Западно-Норфолкского пехотных полков. 1-й батальон нёс службу на Мальте в 1888 году, в Египте в 1889—1893, в Британской Индии с 1893 года и участвовал в Тирахской кампании на территории Северо-Западной пограничной провинции в 1897—1898 годах — в этой кампании Крестом Виктории был награждён рядовой 1-го батальона Сэмюэл Викери. 2-й батальон нёс службу в Ирландии в 1893—1897 годах и на Мальте с 1899 года. После начала второй англо-бурской войны оба батальона были брошены в Южную Африку и участвовали в прорыве осады Ледисмита. В июне 1902 года был подписан Феринихингский мирный договор, положивший конец войне, а через 4 месяца 300 солдат и офицеров полка покинули Кейптаун на судне German и прибыли в Саутгемптон, направившись оттуда на остров Портленд. С 1908 года после преобразования добровольческих частей в Территориальные силы и ополчения в Особый резерв в составе полка появились 3-й батальон особого резерва и 4-й батальон территориальных сил в Дорчестере.

### Первая мировая война

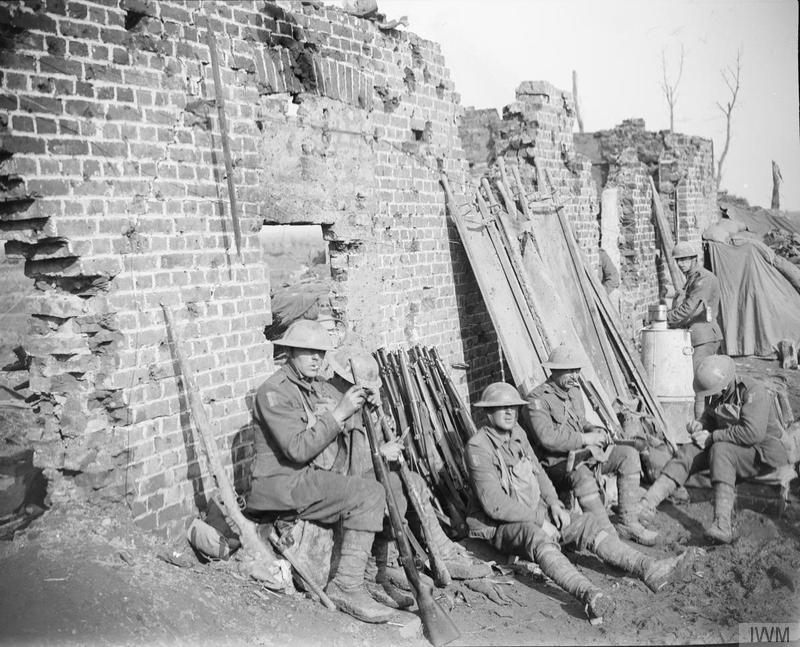
Солдаты Дорсетширского полка на развалинах фермы в Лангемарке, 17 октября 1917 года

Во время Первой мировой войны были сформированы специально 9 батальонов, шесть участвовали собственно в сражениях. На протяжении почти всей войны на Западном фронте сражались 1-й и 6-й (служебный) батальоны. Для пополнения личного состава были образованы в составе Территориальных сил 1/4-й, 2/4-й и 3/4-й батальоны.

#### Регулярная армия

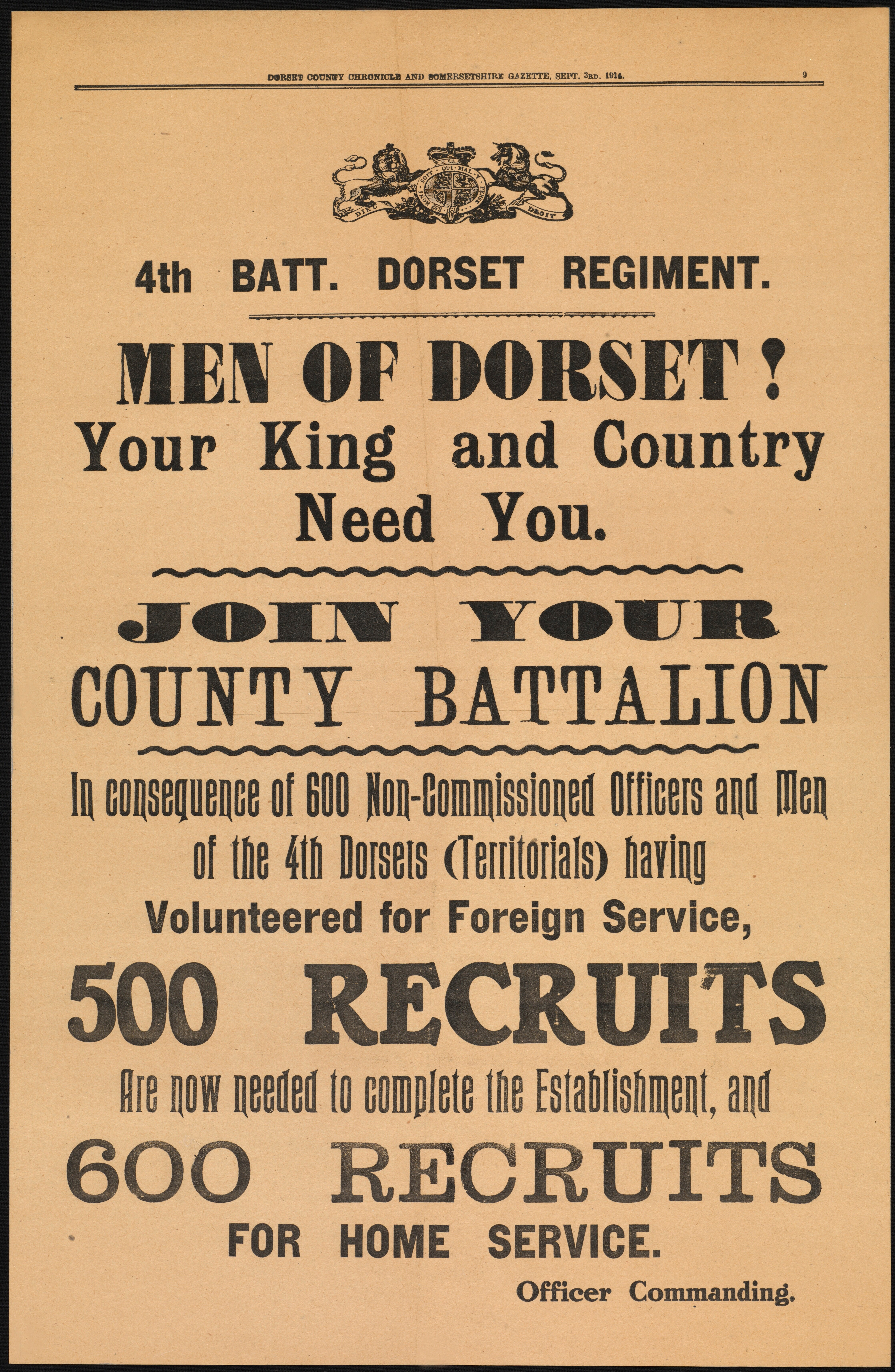
Пропагандистский плакат Британской армии: «4-й батальон Дорсетского полка. Люди Дорсета! Вы нужны вашему королю и стране. Вступайте в батальон вашего графства»

1-й батальон находился в Белфасте на момент начала войны и в августе 1914 года прибыл в Гавр в составе 15-й пехотной бригады 5-й пехотной дивизии. С декабря 1915 года воевал в составе 95-й пехотной бригады 32-й пехотной дивизии, с января 1916 года — в составе 14-й пехотной бригады той же дивизии.
2-й батальон находился в Пуне на момент начала войны. В составе 16-й индийской пехотной бригады участвовал в Месопотамской кампании и в обороне Эль-Кута. После капитуляции гарнизона Эль-Кута 2-й батальон был взят в плен турецкими солдатами, из 350 человек личного состава в плену умерло около 280. В связи с катастрофическим положением британского гарнизона те, кто отстал от батальона, вступили в Сводный английский батальон (англ. Composite English Battalion) вместе с остатками 2-го батальона Норфолкского полка, который пытался прорвать осаду Кута. Он был расформирован в июле 1916 года после восстановления 2-го батальона Дорсетского полка, который позже служил в Египте в составе 9-й индийской бригады 3-й индийской пехотной дивизии.

#### Территориальные силы
1/4-й батальон Территориальных сил нёс службу в Индии и Месопотамии, 2/4-й батальон — в Индии и Египте.

#### Новая армия
5-й (служебный) батальон участвовал в провальной для англичан Галлиполийской кампании и был эвакуирован из Турции в декабре 1915 года. Служил далее в Египте, вернувшись на западный фронт в июле 1916 года. 6-й (служебный) батальон прибыл в Булонь-сюр-Мер в составе 50-й пехотной бригады 17-й пехотной дивизии в июле 1915 года и воевал также на Западном фронте.

### Англо-ирландская война
3/4-й батальон был переведён в казармы Эбрингтон в апреле 1918 года, а уже после завершения войны 7 февраля 1920 года 4-й батальон был переведён в Территориальную армию Великобритании со штабом в Дорчестере и ротами A, B, C и D.
В апреле 1920 года, когда шла англо-ирландская война, солдаты Дорсетского полка расстреляли демонстрацию на Бридж-стрит в Лондондерри, что привело к массовым стычкам и боям между ИРА и сторонниками британской власти — Королевской ирландской полиции и Ольстерскими добровольцами. В июне Дорсетский полк и ольстерские добровольцы пошли в наступление на Богсайд, однако контрудар ИРА с запада сорвал планы британцев: с апреля в боях было убито 40 человек. В знак протеста против «братания» и сотрудничества дорсетцев с ольстерскими лоялистами ряд сотрудников Королевской ирландской полиции пригрозил уйти в отставку.

### Малабарское восстание

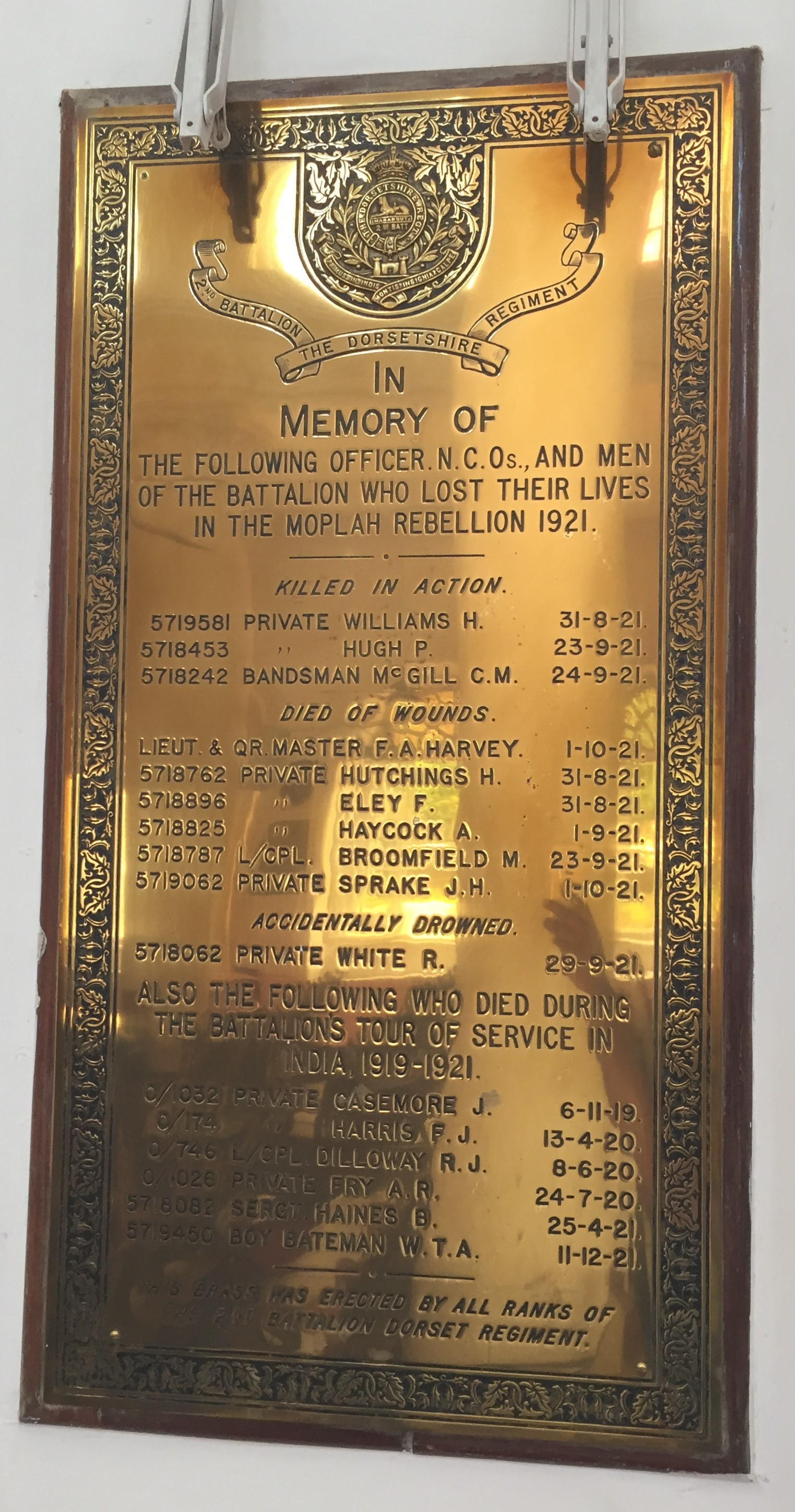
Памятник погибшим во время Малабарского восстания солдатам и офицерам Дорсетского полка в соборе Святого Марка (Бангалор)

Летом 1921 года 2-й батальон нёс службу под командованием генерал-майора Джона Бёрнетта-Стюарта, начальника Мадрасского военного округа Индии. Батальон участвовал в подавлении Малабарского восстания в 1921—1922 годах, в котором участвовали до 10 тысяч индийских повстанцев. В результате около 2300 человек были казнены как преступники. Имена погибших солдат Дорсетского полка увековечены на бронзовой памятной табличке в соборе Святого Марка в Бангалоре.

### Вторая мировая война
Во Второй мировой войне полк вырос до 8 батальонов.
1-й батальон входил в 231-ю пехотную бригаду наравне с 1-м батальоном Королевского Хэмпширского полка и 2-м батальоном Девонширского полка. Участвовал в обороне Мальты в 1940—1942 годах, Сицилийской операции в августе 1943 года и высадке в Италии в сентябре 1943 года. 1-й батальон также участвовал в высадке в Нормандии, десантировавшись на Голд-Бич в составе 50-й Нортумбрийской пехотной дивизии, и в сражениях на северо-западе Франции. В конце 1944 года дивизия была отправлена в резерв и стала служить учебным формированием. За всю войну погибло 327 солдат 1-го батальона и было ранено 1029.
2-й батальон входил в 5-ю пехотную бригаду 2-й пехотной дивизии, участвовал в обороне Франции и эвакуации из Дюнкерка. В 1944 году участвовал в Кохимской битве в рамках Бирманской кампании в составе той же 2-й дивизии.

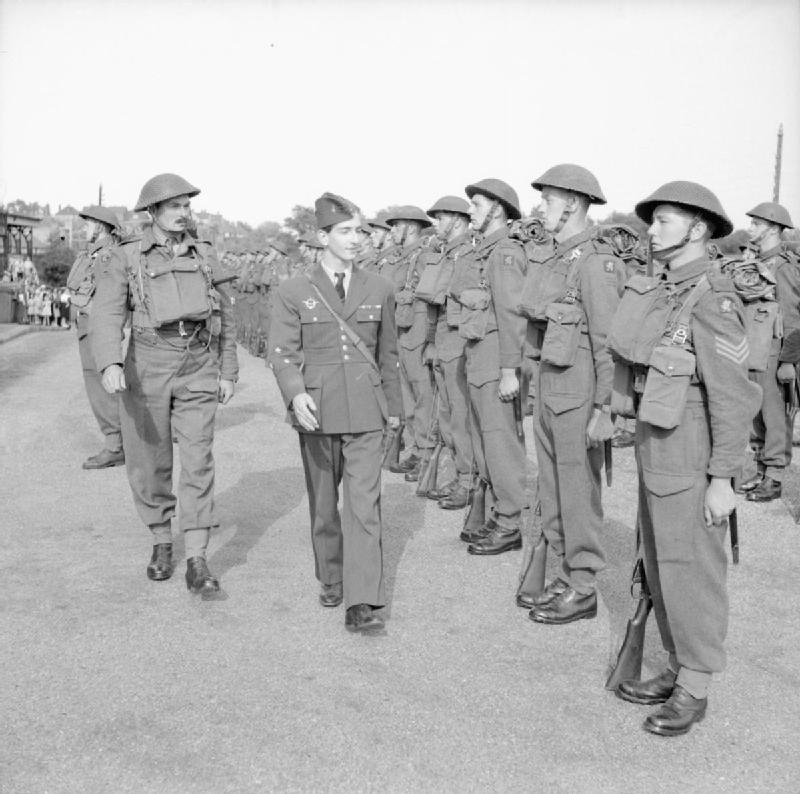
Смотр почётного караула батальона Дорсетского полка Петром II Карагеоргиевичем

4-й батальон — батальон 1-й линии Территориальной армии Великобритании. В 1939 году был создан резервный для него батальон 2-й линии, 5-й батальон, поскольку Территориальная армия по размеру выросла вдвое в связи с угрозой войны. Оба батальона сражались в составе 130-й пехотной бригады 43-й Уэссексской пехотной дивизии и участвовали в Нормандской операции, операции «Маркет Гарден» и форсировании Рейна.

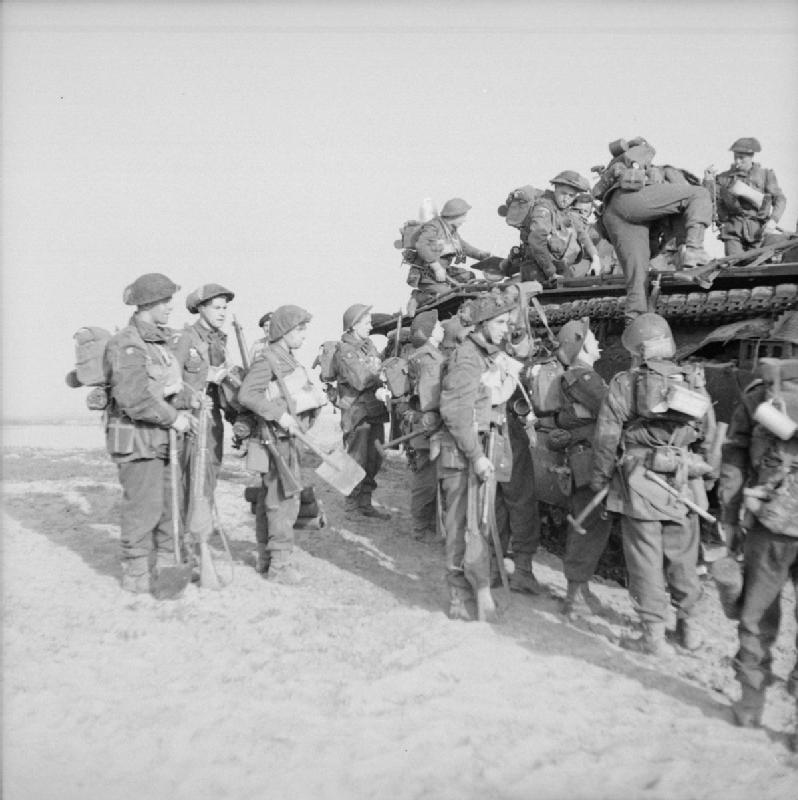
5-й батальон Дорсетского полка взбирается на скалу Баффало для подготовки к переходу через Рейн, 28 марта 1945 года

30-й батальон (ранее 6-й батальон Домашней обороны) служил в составе 43-й пехотной бригады и воевал в Северной Африке и на Сицилии. Конец войны встретил в Гибралтаре.
7-й батальон был образован в 1940 году и позже преобразован в 110-й лёгкий полк ПВО Королевской артиллерии, воевал в составе 43-й Уэссексской пехотной дивизии в Северо-Западной Европе и Германии с июня 1944 по май 1945 годов.
8-й батальон, также образованный в 1940 году, служил в составе 210-й отдельной пехотной бригады и нёс службу на территории Великобритании, позже был преобразован в 105-й лёгкий полк ПВО Королевской артиллерии и в составе 1-й британской армии воевал в Северной Африке в 1942 году, а в составе 8-й британской армии — в Италии.

### Послевоенная судьба
В 1958 году Дорсетский полк объединился с Девонширским полком в единый Девонширский и Дорсетский полк. Ныне в Дорчестерской крепости существует военный музей, экспонатами которого являются разные вещи из коллекции Дорсетского полка.

## Воинские почести
По британским традициям, воинские почести присваиваются тем частям, которые проявили себя в различных боях, и представляют собой нанесение символического названия сражения на штандарт полка. Дорсетскому полку присвоены следующие почести (жирным выделены почести обеих мировых войн, нанесённые на штандарты):
- От 39-го пехотного полка: Plassey, Gibraltar 1779-83, Albuhera, Vittoria, Pyrenees, Nivelle, Nive, Orthes, Peninsula, Maharajpore, Sevastopol
- От 54-го пехотного полка: Marabout, Egypt, Ava
- Martinique 1794 (присуждено в 1909 от 39-го полка), Tirah, Relief of Ladysmith, South Africa 1899—1902
- Great War (13 батальонов): Mons, Le Cateau, Retreat from Mons, Marne 1914, Aisne 1914, La Bassée 1914, Armentières 1914, Ypres 1915 '17, Gravenstafel, St. Julien, Bellewaarde, Somme 1916 '18, Albert 1916 '18, Flers-Courcelette, Thiepval, Ancre 1916 '18, Arras 1917, Scarpe 1917, Messines 1917, Langemarck 1917, Polygon Wood, Broodseinde, Poelcappelle, Passchendaele, St. Quentin, Amiens, Bapaume 1918, Hindenburg Line, Épéhy, Canal du Nord, St. Quentin Canal, Beaurevoir, Cambrai 1918, Selle, Sambre, France and Flanders 1914-18, Suvla, Landing at Suvla, Scimitar Hill, Gallipoli 1915, Egypt 1916, Gaza, El Mughar, Nebi Samwil, Jerusalem, Tell 'Asur, Megiddo, Sharon, Palestine 1917-18, Basra, Shaiba, Kut al Amara 1915 '17, Ctesiphon, Defence of Kut al Amara, Baghdad, Khan Baghdadi, Mesopotamia 1914-18
- World War II: St. Omer-La Bassée, Normandy Landing, Villers Bocage, Tilly sur Seulles, Caen, Mont Pincon, St. Pierre La Vielle, Arnhem 1944, Aam, Geilenkirchen, Goch, Rhine, Twente Canal, North-West Europe 1940 '44-45, Landing in Sicily, Agira, Regalbuto, Sicily 1943, Landing at Porto San Venere, Italy 1943, Malta 1940-42, Kohima, Mandalay, Mt. Popa, Burma 1944-45

## Командиры полка
Ниже перечислены командиры полка
- 1881—1889 (1-й батальон): генерал Джон Рэмси Стюарт[англ.]
- 1881—1892 (до 1889 года 2-й батальон): генерал сэр Чарльз Томас ван Страубензее
- 1892—1894: генерал-лейтенант Роберт Джон Игар (англ. Robert John Eagar)
- 1894—1903: генерал Генри Ральф Браун (англ. Henry Ralph Browne)
- 1903—1909: генерал-лейтенант сэр Мэтью Уильям Эдвард Госсет (англ. Matthew William Edward Gosset)
- 1909—1910: генерал-лейтенант Линдсей Фаррингтон (англ. Lindsay Farrington)
- 1910: генерал-майор Уильям де Уилтон Рош Тэкуэлл (англ. William de Wilton Roche Thackwell)
- 1910—1922: генерал-майор Генри Кук (англ. Henry Cook)
- 1922—1933: генерал-майор сэр Арлингтон Огастас Чичестер (англ. Arlington Augustus Chichester)
- 1933—1946: генерал-майор сэр Хьюберт Жервуа Хаддлстоун[англ.]
- 1946—1952: бригадир Чарльз Холл Вудхауз (англ. Charles Hall Woodhouse)
- 1952—1958: генерал-майор Джордж Невилл Вуд[англ.]

## Галерея

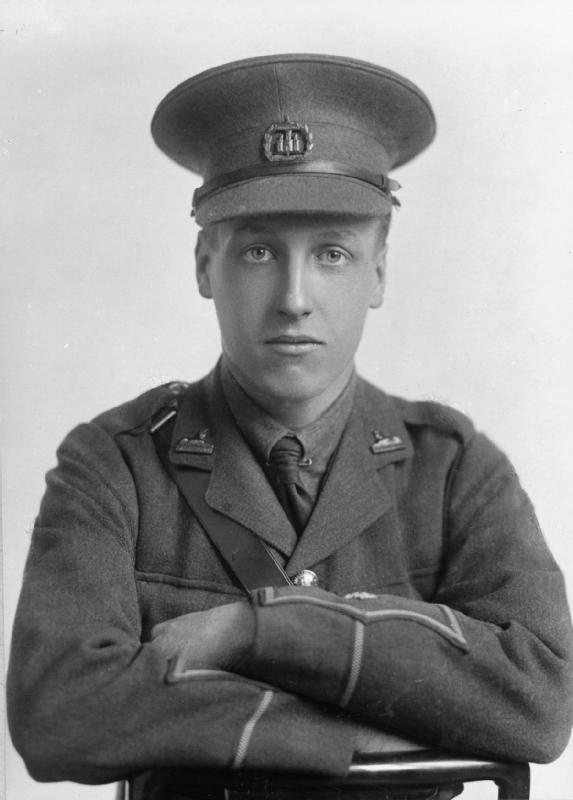
Лейтенант Визард 4-го батальона Дорсетширского полка
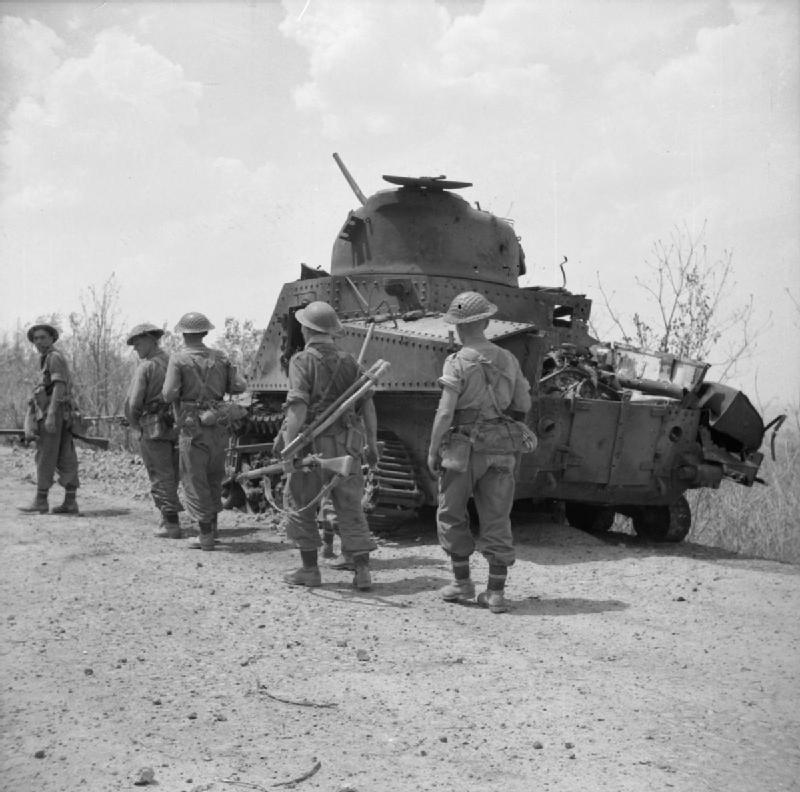
Солдаты 2-го батальона Дорсетширского полка у подбитого танка «Ли» на горе Попа, апрель 1945
Солдаты 5-го батальона форсируют Рейн в марте 1945 года